# Il principe ladro
Il principe ladro (The Prince Who Was a Thief) è un film del 1951 di produzione statunitense diretto da Rudolph Maté.

## Trama
Il reggente Mustapha assolda un sicario per uccidere il piccolo Principe Hussein ed usurpare il suo trono, ma l'assassino ci ripensa e rapisce il bambino per sé.